# Trångsundsskogens naturreservat

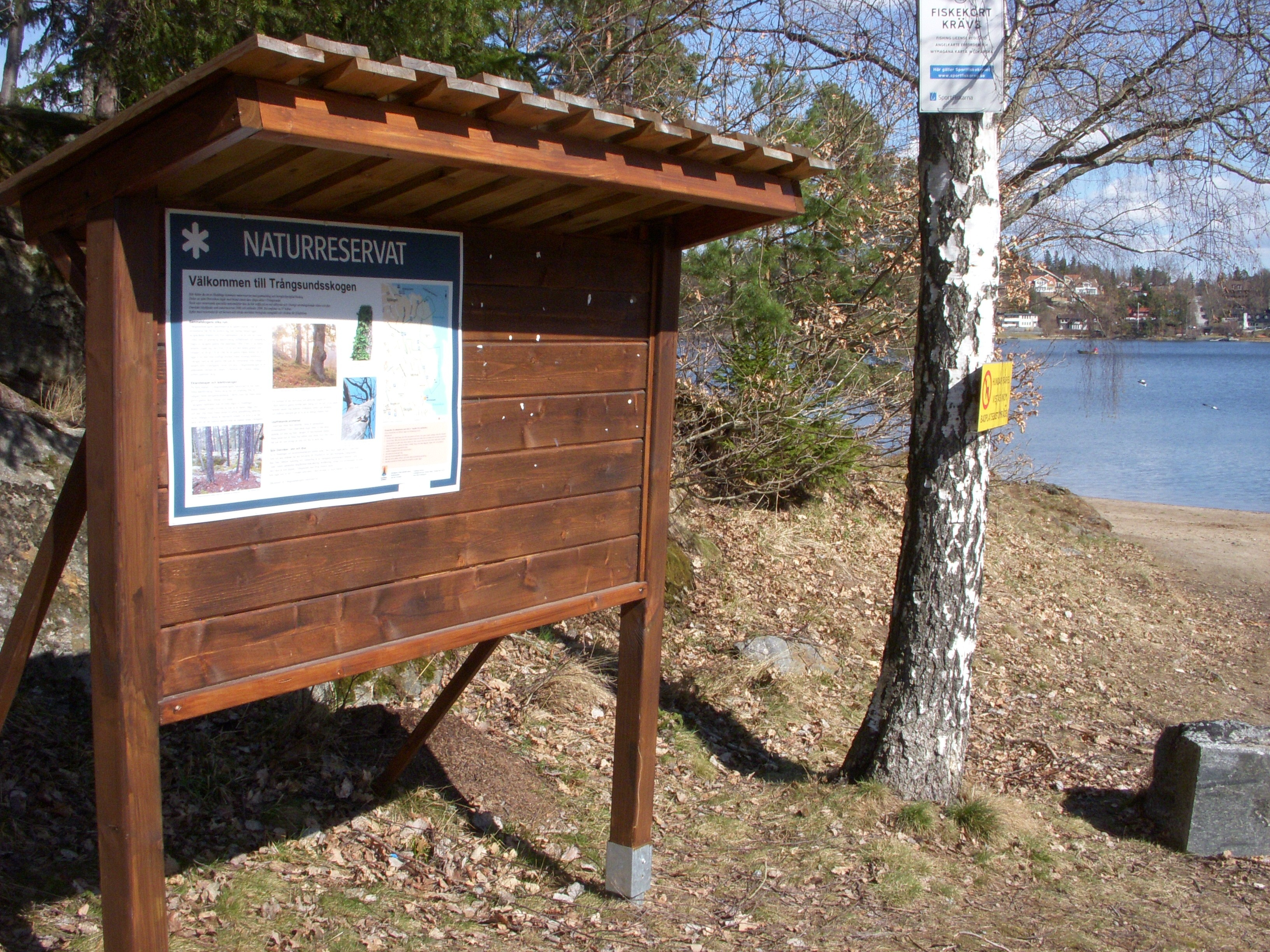
Informationstavla vid Mörtvikens badplats.

Trångsundsskogen är ett naturreservat i Huddinge kommun, bildat i april 2006. Reservatet är på 53 hektar (43 ha land och 10 ha vatten) och sträcker sig längs Drevvikens västra sida från badplatsen vid Mörtviken i söder, till strax norr om Trångsunds herrgård. Gården och dess närmaste ägor ingår dock inte i reservatet. 

## Beskrivning
Reservatet utgör ett till största delen skogbevuxet område som både består av barrskog och ädellövträd. Norra och södra delen av området består av kuperad och klippig skogsmark. Bergbranterna ut mot Drevviken i områdets sydöstra del har naturskogskaraktär med flera djur och växter som endast trivs i orörda skogar. I den västligaste delen av området finns en ädellövskog med bland annat grova gamla ekar, senvuxna lönnar och lindar. Enligt Huddinge kommun är naturvärdena i denna del mycket höga. Genom reservatet leder flera markerade promenadstigar. I norra delen av området ligger Trångsunds herrgård med anor sedan 1600-talets mitt. Gården är av regionalt intresse för kulturmiljövården och bedöms ha ett högt arkitektoniskt och kulturhistoriskt värde. Vid södra gränsen finns Mörtviks herrgård, som inte heller ingår i reservatet. 

## Syfte
I sitt beslutet att göra området till naturreservat skrev Huddinge kommun bland annat följande:
| ” | Trångsundsskogen är ett område som har mycket stort värde för allmänhetens friluftsliv, särskilt med anledning av områdets tätortsnära läge. Dessutom har området mycket höga värden för den biologiska mångfalden. Områdets växt- och djurliv är rikt och här finns flera skyddsvärda och ovanliga arter knutna till naturskogar och ädellövskogar. | „ |

## Bilder

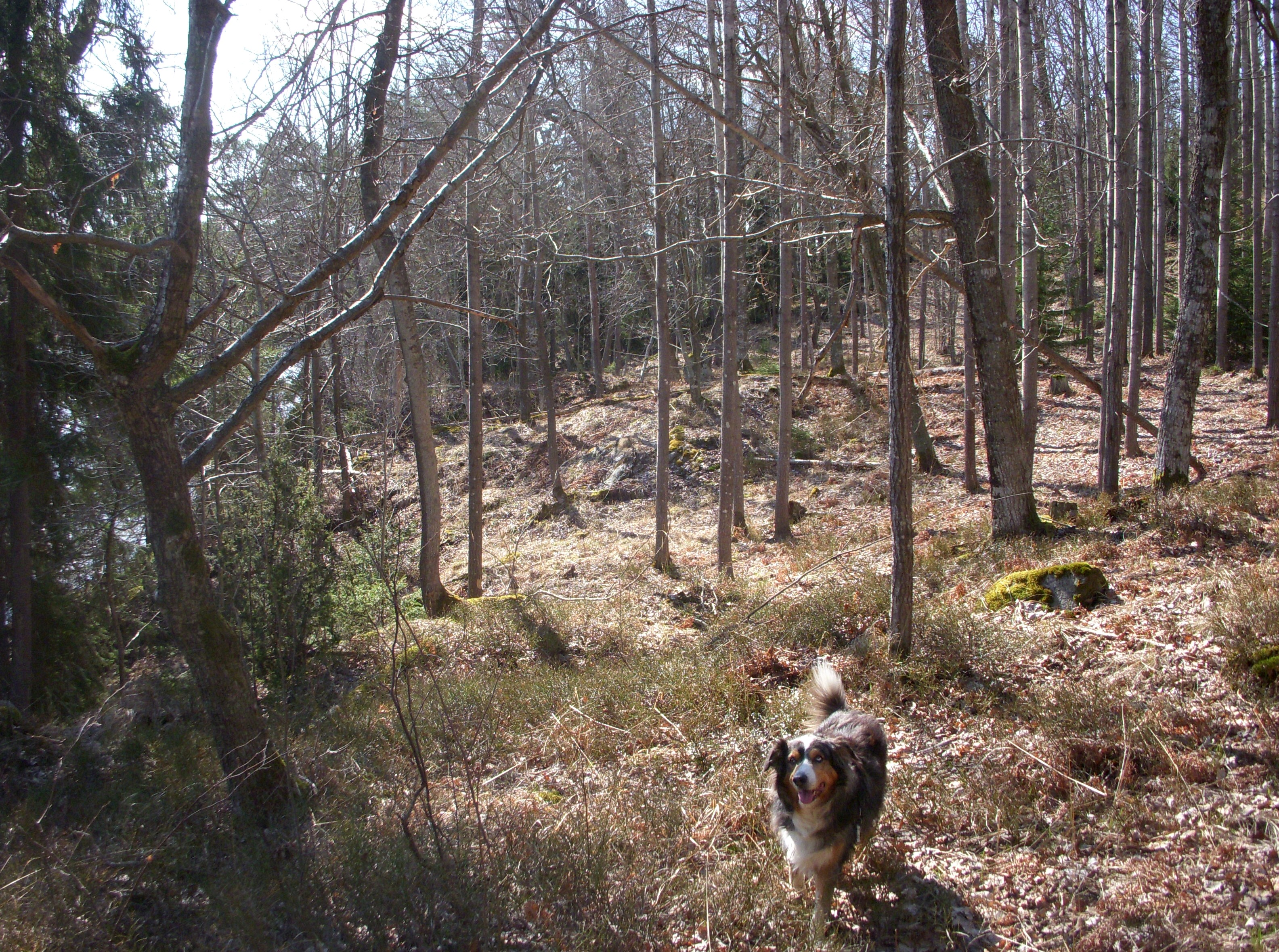
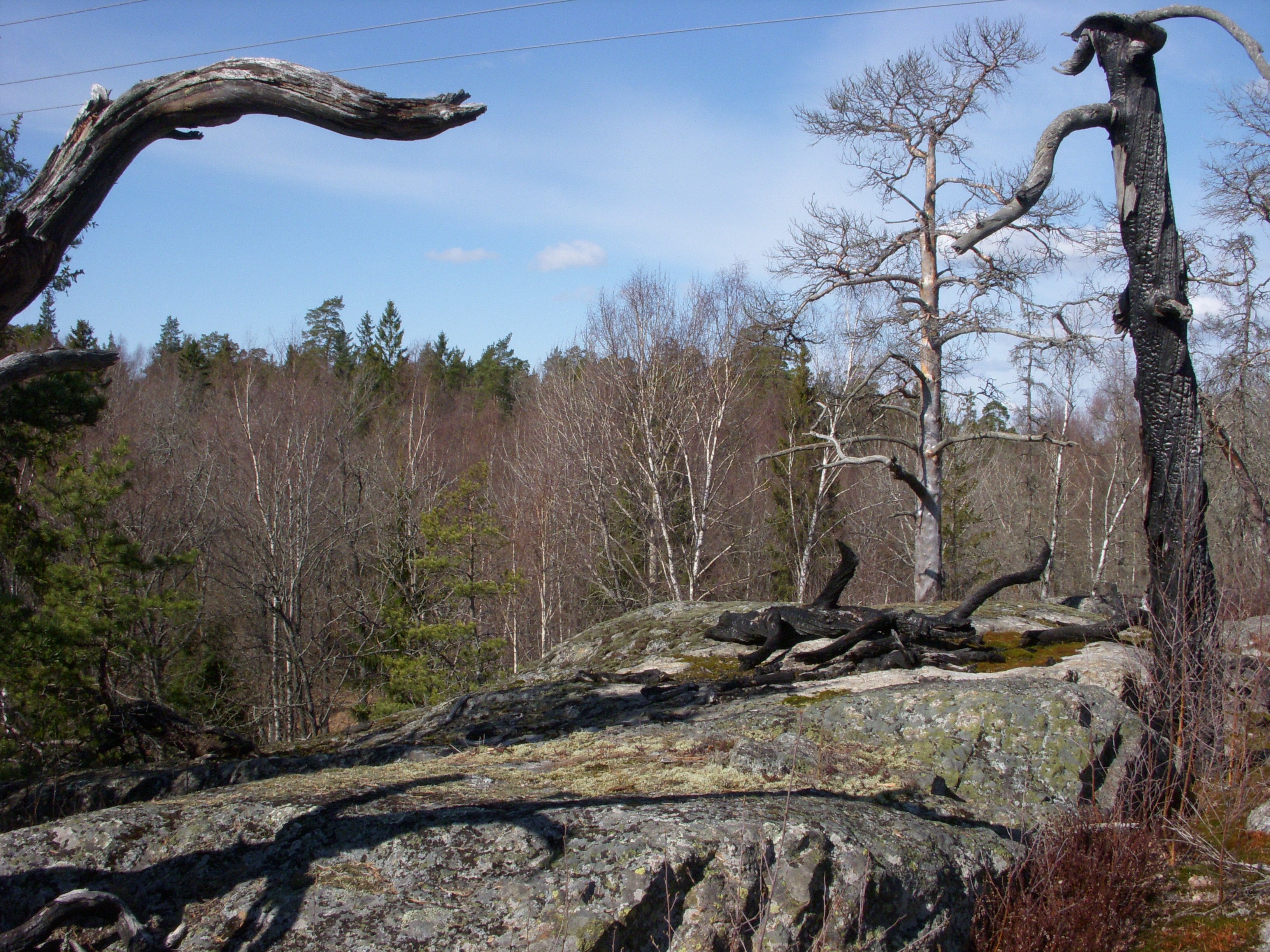
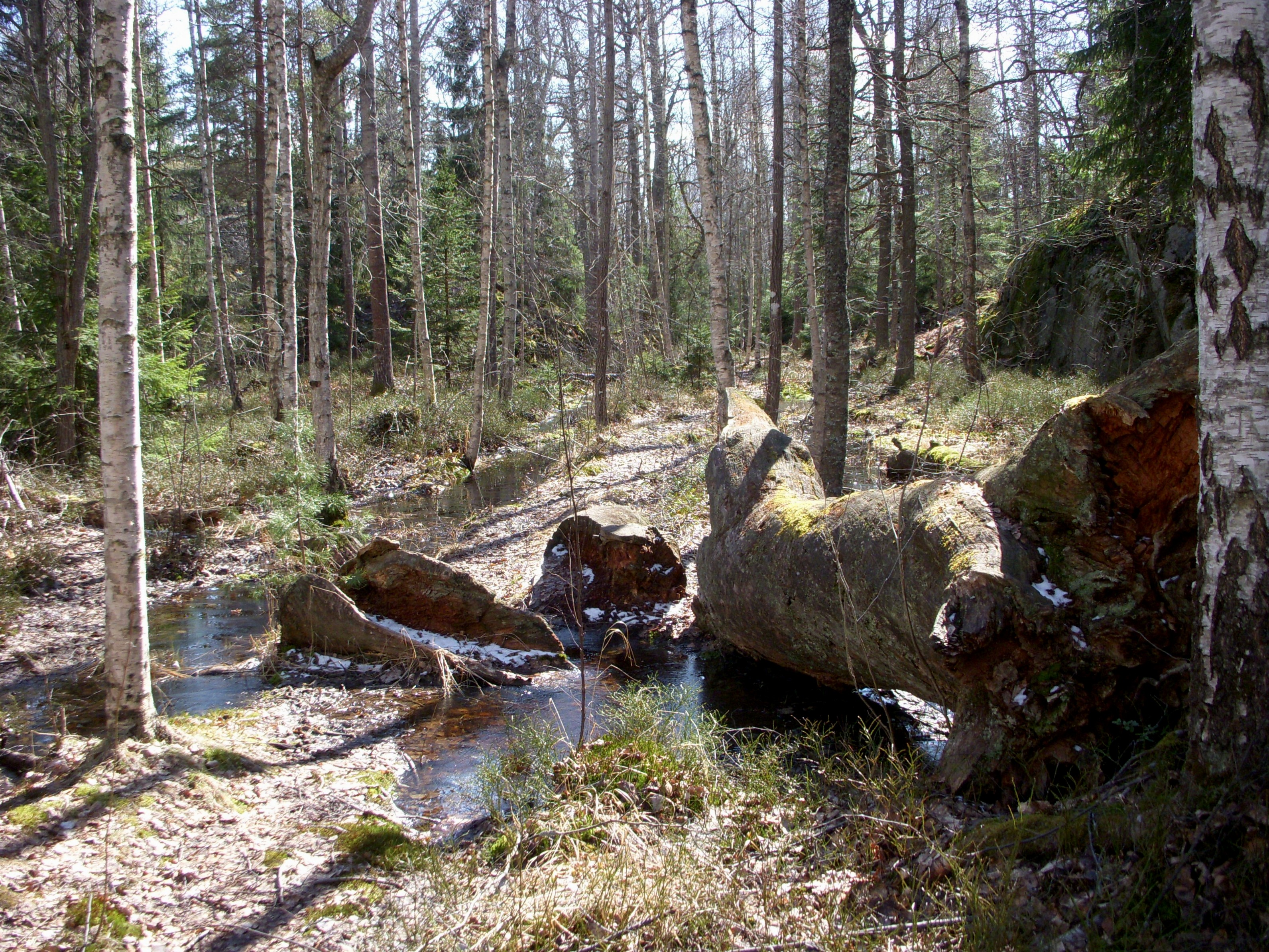